# Пиетизм

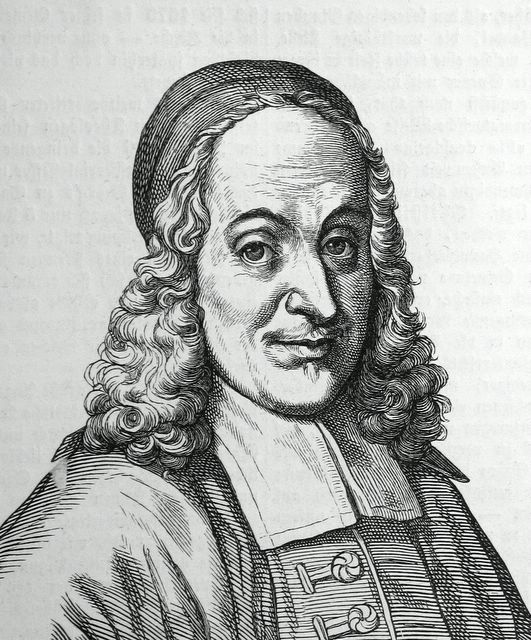
Шпенер.

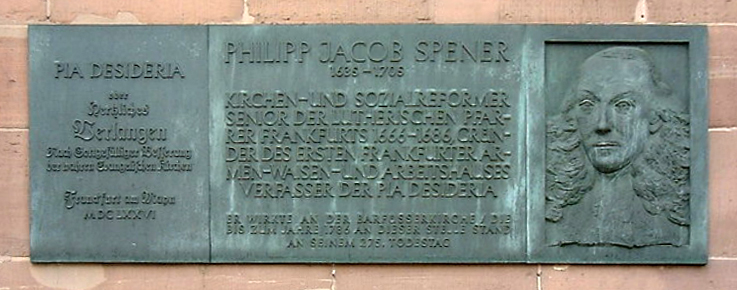
Мемориальная доска на церкви, где проповедовал Шпенер.

Пиети́зм (нем. Pietismus ← лат. pietas «благочестие») — изначально движение внутри лютеранской церкви, характеризующееся приданием особой значимости личному благочестию, религиозным переживаниям верующих, ощущению живого общения с Богом.
Пиетизм возник как реакция на духовное охлаждение в церквях, и во время своего возникновения (XVII век) противопоставлялся лютеранской ортодоксии, акцент в которой делался на догматику, которая далеко не всегда была понятна прихожанам. Поскольку пиетисты не придавали большого значения догматике, то имело место взаимное влияние на аналогичные движения внутри других протестантских конфессий, вследствие чего термин пиетизм употребляется и применительно к не связанным с лютеранством деноминациям и религиозным группам.

## Учение и образ жизни (благочестие)
Пиетисты — этим именем впервые стали называться в Лейпциге последователи Шпенера, молодые магистры, читавшие в 1689 году поучительные лекции (collegia philobiblica). Они придавали большее значение внутреннему благочестию, деятельной любви, нравственному усовершенствованию и искреннему раскаянию, чем неуклонному соблюдению церковных правил и предписаний. Обновление и возрождение считались ими признаком спасительной веры; духовное служение Богу всех верующих противопоставлялось, как нечто высшее, власти пасторов. Для возбуждения и насаждения благочестия они советовали устраивать поучительные сходки по домам (collegia pietatis), которые сам Шпенер ввел впервые во Франкфурте-на-Майне.
Шпенера волновало ослабление нравственности среди его современников. Он призывал христиан к личной святости, проповедовал «самодисциплину, которая включает в себя удаление от карт (что ассоциировалось с азартными играми), танцев и театра, умеренность в еде, питье и одежде». Он особо предупреждал против ношения ювелирных изделий, изысканных одежд и пьянства и говорил, что отличительным знаком пиетистов является желание «отказаться от свободы в спорных ситуациях». Пиетисты в целом носили простую одежду и удалялись от мирских развлечений, клятв, войн и судебных разбирательств.
Несмотря на то что пиетизм зародился среди лютеран, вскоре он распространился и на кальвинистов. Пиетисты в общем соглашались с учением своих материнских церквей, но в дополнение принимали шесть сформулированных Шпенером принципов. Кроме того, они подчеркивали важность покаяния и переживания обращения, изменяющего жизнь. Таким образом, их отношение и образ жизни значительно отличались от других единоверцев.
Пиетизм также воспламенил интерес к зарубежным миссиям, чего раньше недоставало в протестантизме. В то время как католики уже давно посылали своих миссионеров в нехристианизированные земли, протестанты тратили всю свою энергию на формулировку своих отличий, свержение «католического ига» и междоусобную борьбу с другими протестантскими течениями. Более того, учение о предопределении, принятое большинством протестантов, охлаждало стремление к миссионерским подвигам, ибо есть миссионеры или их нет, Бог все равно уже предопределил точное число язычников, которые спасутся.
В вероучении пиетизма выделяют следующие особенности:
1. Большое внимание уделяется изучению Библии;
2. Внутренняя концентрация на личных отношениях с Богом;
3. Акцент на духовные переживания и практическую христианскую жизнь, а не на знания (доктрины церкви);
4. Акцент на идее духовного священства всех верующих;
5. Подчеркивалась необходимость в активности в добрых делах, благотворительной деятельности;
6. Необходимость активной миссионерской деятельности.

Со стороны критиков пиетизма объектом критики были следующие особенности учения и образа жизни:
1. Момент обращения — есть шаг самого грешника;
2. Превозношение внутренних чувств и переживаний;
3. Пренебрежение таинствами и пасторатом;
4. Сепаратизм, элитарность;
5. Синергизм;
6. Перфекционизм[англ.].

## История
Родоначальником пиетизма в лютеранстве и его ведущим богословом был Филипп Якоб Шпенер. После защиты докторской диссертации по богословию Шпенер в 1664 году переезжает во Франкфурт-на-Майне, где становится старшиной приходских пасторов города. Во Франкфурте Шпенер организовал занятия по изучению катехизиса, а с 1670 года проводил в своем доме collegia pietatis («школы благочестия», отсюда название движения «пиетизм»), собрания для чтения Библии, проповеди, поощрения благочестия и пробуждения живой деятельной веры, чуждой ортодоксального формализма. Собрания были открыты для всех, причем с 1674 года студенты перестали составлять большинство участников.
Следующим известным лидером пиетистов был Август Франке. Когда лейпцигские богословы изгнали как пиетистов Пауля Антона и Августа Франке, последние вместе с философом Томазиусом нашли благодаря содействию Шпенера широкое поле деятельности при вновь учрежденном университете в Галле (1694), который и сделался центром пиетизма. Здесь возникли учреждения Франке. Сюда собирались молодые богословы, стремившиеся к миссионерской деятельности. Позднее пиетизм вдался в религиозный фанатизм, требовал обращения к нему, отличался высокомерием, с пренебрежением относился к «невозродившимся». Прогулки, веселое общество, театр, игра в карты и т. п. почитались греховными. Вся жизнь христианина должна была проходить в покаянии. Обращение к Богу приняло слащаво-мистический характер, благочестие сделалось шаблонным; вечные стоны о безбожии людей шли рука об руку с пренебрежением к научным познаниям. Когда пиетизм проник ко дворам, он стал угрожать свободе мысли и преподавания. Благодаря главным образом ему философ Вольф был изгнан из Галле.
С середины XVIII века значение его всё более и более утрачивалось, и он укрылся, наконец, в маленьких кружках «возрождённых» и «сепаратистов». Во время господства рационализма он соединился с остатками прежнего церковничества, а в первой четверти XIX века под защитой реакции возник с новой силой. С тех пор почти исчезло различие между пиетизмом и ортодоксальным лютеранством. В общей борьбе против более свободных церковных и богословских стремлений так называемые «Konfessionelle» и «Positive» — в Пруссии, по крайней мере, действовали сообща. В XIX веке пиетизм получил продолжение в Норвегии в хаугеанстве.

## В России
Определённое влияние пиетизм оказал на российскую культурную элиту первой половины XVIII века, обучавшуюся в Германии, в частности, на православного епископа Симона Тодорского, проповедника и учителя Екатерины II, переведшего в Галле на русский пиетистский трактат Иоганна Арндта.
В России пиетизм ещё со времен Александра I был распространён в придворных кругах.

### Среди немецких колонистов
В России пиетизм имел распространение среди немецких колонистов лютеранского и реформатского исповеданий. Первый такой кружок среди колонистов возник в 1817 году.Многие члены пиетических общин Германии прибывали в Российскую империю, где продолжали придерживаться своих традиций. Из числа проповедников пиетизма в России наиболее известны реформатский пастор Иоганн Бонекемпер, его сын Карл Бонекемпер и лютеранский пастор Эдуард Вюст. Распространение пиетизма наблюдалось, в частности, в колониях Новый и Старый Данциг, Рорбах, Вормс.

### Среди коренного населения
Если до середины XIX века пиетические кружки были замкнуты в рамках немецкой диаспоры и не оказывали существенного влияния на религиозные воззрения окружающего их русского и украинского сельского населения, то в 50-60-е годы на основе ряда пиетических и новопиетических общин формируется штундистское движение. Благодаря своей активной миссионерской деятельности, оно получило распространение среди славянского населения и стало одним из предшественников современного движения евангельских христиан-баптистов и родственных им деноминаций на территории бывшей Российской империи.
В частности, пиетизм оказал влияние на богословие Ивана Каргеля, чья проповедь и письменные труды, в свою очередь, сыграли большое значение в формировании русского евангельского движения и проявления евангельской духовности в русском баптизме.